# ジェローム・ヤング
ジェローム・ヤング（Jerome Young, 1976年8月14日 - ）は、アメリカ合衆国の陸上競技選手で短距離を専門としている。
1995年、高3のジェロームは400mで45秒01のコネチカット州記録をマークした。又、彼は1998年に世界記録を破った4x400mリレーのメンバー（マイケル・ジョンソン、アントニオ・ペティグルー、タイワリー・ワシントン）の一人でもあった。
2000年シドニーオリンピックでは4x400mリレーで金メダルを獲得したものの、のちにドーピング違反が発覚し剥奪された。

## 自己ベスト
- 400m　44秒09（1998年）。

## 主な成績
- 1997年世界陸上（アテネ）
  - 4x400mリレー 金メダル
- 2000年シドニーオリンピック（シドニー）
  - 4x400mリレー 金メダル (ドーピング違反により剥奪)
- 2001年世界陸上（エドモントン）
  - 4x400mリレー 金メダル
- 2001年世界室内陸上選手権（リスボン）
  - 4x400mリレー 銀メダル
- 2003年世界陸上（パリ）
  - 400mリレー 金メダル
  - 4x400mリレー 金メダル
- 2003年世界室内陸上選手権（バーミンガム）
  - 4x400mリレー 金メダル